# Stevie Wonder's Journey Through the Secret Life of Plants
Stevie Wonder's Journey Through the Secret Life of Plants är ett musikalbum av Stevie Wonder som lanserades som dubbel-LP på skivbolaget Motown i oktober 1979. Det var ett soundtrackalbum till dokumentärfilmen "The Secret Life of Plants" och mycket av musiken är tidsmässigt anpassad till scener i filmen. Det räknas till ett av Wonders mer experimentella verk och var inte lika kommerisellt framgångsrikt som hans föregående 1970-talsalbum. Mycket av musiken är helt instrumental. "Send One Your Love" släpptes som singel från albumet.

## Låtlista
1. "Earth's Creation" – 4:06 (instrumental)
2. "The First Garden" – 4:48 (instrumental)
3. "Voyage to India" – 6:29 (instrumental)
4. "Same Old Story" – 3:44
5. "Venus' Flytrap and the Bug" – 2:25
6. "Ai No, Sono" – 2:06
7. "Seasons" – 2:53 (instrumental)
8. "Power Flower" – 5:29
9. "Send One Your Love (Music)" – 3:05 (instrumental)
10. "Race Babbling" – 8:51
11. "Send One Your Love" – 4:01
12. "Outside My Window" – 5:29
13. "Black Orchid" – 3:47
14. "Ecclesiastes" – 3:42
15. "Kesse Ye Lolo De Ye" – 3:03
16. "Come Back as a Flower" – 4:59
17. "A Seed's a Star/Tree Medley" – 5:53
18. "The Secret Life of Plants" – 4:16
19. "Tree" – 5:47 (instrumental)
20. "Finale" – 7:01 (instrumental)

## Listplaceringar
- Billboard 200, USA: #4[1]
- UK Albums Chart, Storbritannien: #8[2]
- VG-lista, Norge: #8[3]
- Topplistan, Sverige: #13[4]